# فلويد جيمس تومسون
فلويد جيمس تومسون (بالإنجليزية: Floyd James Thompson)‏ هو عسكري أمريكي، ولد في 8 يوليو 1933 في بيرجنفيلد في الولايات المتحدة، وتوفي في 16 يوليو 2002 في كي ويست في الولايات المتحدة.